# Satellite Awards 1997
Die 2. Verleihung der US-amerikanischen Satellite Awards, welche die International Press Academy (IPA) jedes Jahr in verschiedenen Film- und Medienkategorien vergibt, fand am Sonntag, den 22. Februar 1998, in Beverly Hills statt. Bei den 2. Satellite Awards wurden Filme und Serien des Jahres 1997 geehrt.

## Sonderauszeichnungen
- Mary Pickford Award (für herausragende Beiträge zur Entertainment-Branche) – Jodie Foster
- Herausragendes neues Talent – Aaron Eckhart

## Gewinner und Nominierte im Bereich Film
| Film                                     | N  | A |
| ---------------------------------------- | -- | - |
| Titanic                                  | 12 | 7 |
| Amistad                                  | 9  | 1 |
| L.A. Confidential                        | 8  | 1 |
| Boogie Nights                            | 7  | 1 |
| Besser geht’s nicht                      | 6  | 3 |
| Good Will Hunting                        | 6  | 1 |
| Men in Black                             | 5  | 1 |
| Die Hochzeit meines besten Freundes      | 4  | 1 |
| Ihre Majestät Mrs. Brown                 | 4  | 1 |
| Anastasia                                | 4  | 0 |
| Ganz oder gar nicht                      | 4  | 0 |
| Wings of the Dove – Die Flügel der Taube | 4  | 0 |
| In & Out                                 | 3  | 1 |
| Der Eissturm                             | 3  | 0 |
| Eve’s Bayou – Im Bann der Lügen          | 3  | 0 |
| Contact                                  | 2  | 1 |
| Starship Troopers                        | 2  | 0 |
| Wag the Dog                              | 2  | 0 |

### Bester Film (Drama)
Titanic 
- Amistad
- Boogie Nights
- Good Will Hunting
- L.A. Confidential

### Bester Film (Komödie/Musical)
Besser geht’s nicht 
- Harry außer sich
- Ganz oder gar nicht
- In & Out
- Die Hochzeit meines besten Freundes

### Bester Hauptdarsteller (Drama)
Robert Duvall  – Apostel! 
- Russell Crowe – L.A. Confidential
- Matt Damon – Good Will Hunting
- Leonardo DiCaprio – Titanic
- Djimon Hounsou – Amistad
- Mark Wahlberg – Boogie Nights

### Beste Hauptdarstellerin (Drama)
Judi Dench  – Ihre Majestät Mrs. Brown 
- Joan Allen – Der Eissturm
- Helena Bonham Carter – Wings of the Dove – Die Flügel der Taube
- Julie Christie – Liebesflüstern
- Kate Winslet – Titanic

### Bester Hauptdarsteller (Komödie/Musical)
Jack Nicholson – Besser geht’s nicht 
- Robert Carlyle – Ganz oder gar nicht
- Dustin Hoffman – Wag the Dog – Wenn der Schwanz mit dem Hund wedelt
- Tommy Lee Jones – Men in Black
- Kevin Kline – In & Out
- Howard Stern – Private Parts

### Beste Hauptdarstellerin (Komödie/Musical)
Helen Hunt – Besser geht’s nicht 
- Pam Grier – Jackie Brown
- Lisa Kudrow – Romy und Michele
- Parker Posey – Wer hat Angst vor Jackie-O.?
- Julia Roberts – Die Hochzeit meines besten Freundes

### Bester Nebendarsteller (Drama)
Burt Reynolds – Boogie Nights 
- Billy Connolly – Ihre Majestät Mrs. Brown
- Danny DeVito – Der Regenmacher
- Samuel L. Jackson – Eve’s Bayou – Im Bann der Lügen
- Robin Williams – Good Will Hunting

### Beste Nebendarstellerin (Drama)
Julianne Moore – Boogie Nights 
- Minnie Driver – Good Will Hunting
- Ashley Judd – … denn zum Küssen sind sie da
- Debbi Morgan – Eve’s Bayou – Im Bann der Lügen
- Sigourney Weaver – Der Eissturm

### Bester Nebendarsteller (Komödie/Musical)
Rupert Everett – Die Hochzeit meines besten Freundes 
- Mark Addy – Ganz oder gar nicht
- Cuba Gooding, Jr. – Besser geht’s nicht
- Greg Kinnear – Besser geht’s nicht
- Rip Torn – Men in Black

### Beste Nebendarstellerin (Komödie/Musical)
Joan Cusack – In & Out 
- Cameron Diaz – Die Hochzeit meines besten Freundes
- Linda Fiorentino – Men in Black
- Anne Heche – Wag the Dog
- Shirley Knight – Besser geht’s nicht

### Bester Dokumentarfilm
Vier kleine Mädchen 
- Schnell, billig und außer Kontrolle
- Hype!
- Shooting Porn
- Sick: The Life and Death of Bob Flanagan, Supermasochist

### Bester fremdsprachiger Film
Shall we dance? (Shall We Dansu?) • Japan
- Mein Leben in Rosarot (Ma vie en rose) • Frankreich
- Ponette • Frankreich
- La Promesse • Belgien
- Live Flesh – Mit Haut und Haar (Carne trémula) • Spanien

### Bester Film (Animationsfilm oder Real-/Animationsfilm)
Men in Black 
- Alien – Die Wiedergeburt
- Anastasia
- Vergessene Welt: Jurassic Park
- Starship Troopers

### Beste Regie
James Cameron – Titanic 
- Paul Thomas Anderson – Boogie Nights
- Curtis Hanson – L.A. Confidential
- Steven Spielberg – Amistad
- Gus Van Sant – Good Will Hunting

### Bestes adaptiertes Drehbuch
L.A. Confidential – Curtis Hanson und Brian Helgeland
- Amistad – David Franzoni
- Der Eissturm – James Schamus
- Das süße Jenseits – Atom Egoyan
- Wings of the Dove – Die Flügel der Taube – Hossein Amini

### Bestes Originaldrehbuch
Good Will Hunting – Ben Affleck und Matt Damon
- Boogie Nights – Paul Thomas Anderson
- Ganz oder gar nicht – Simon Beaufoy
- Ihre Majestät Mrs. Brown – Jeremy Brock
- Titanic – James Cameron

### Beste Filmmusik
Titanic – James Horner
- Amistad – John Williams
- Anastasia – David Newman
- L.A. Confidential – Jerry Goldsmith
- One Night Stand – Mike Figgis

### Bester Filmsong
My Heart Will Go On von James Horner und Will Jennings – Titanic
- Journey to the Past – Anastasia
- Once Upon a December – Anastasia
- A Song for Mama – Soul Food
- Tomorrow Never Dies – James Bond 007 – Der Morgen stirbt nie

### Beste Kamera
Amistad – Janusz Kamiński
- Contact – Don Burgess
- Eve’s Bayou – Im Bann der Lügen – Amy Vincent
- L.A. Confidential – Dante Spinotti
- Titanic – Russell Carpenter

### Beste Visuelle Effekte
Contact – Ken Ralston
- Das fünfte Element – Mark Stetson
- Men in Black – Rick Baker
- Starship Troopers – Phil Tippett und Scott E. Anderson
- Titanic – Robert Legato

### Bester Filmschnitt
Titanic – Richard A. Harris und Conrad Buff
- Air Force One – Richard Francis-Bruce
- Amistad – Michael Kahn
- Boogie Nights – Dylan Tichenor
- L.A. Confidential – Peter Honess

### Bestes Szenenbild
Titanic – Peter Lamont
- Amistad – Rick Carter
- Gattaca – Jan Roelfs
- L.A. Confidential – Jeannine C. Oppewall
- Wings of the Dove – Die Flügel der Taube – John Beard

### Bestes Kostümdesign
Titanic – Deborah Lynn Scott
- Amistad – Ruth E. Carter
- Beaumarchais – Der Unverschämte – Sylvie de Segonzac
- Ihre Majestät Mrs. Brown – Deirdre Clancy
- Wings of the Dove – Die Flügel der Taube – Sandy Powell

## Gewinner und Nominierte im Bereich Fernsehen
| Serie                                   | N | A |
| --------------------------------------- | - | - |
| New York Cops – NYPD Blue               | 4 | 2 |
| Wallace                                 | 4 | 1 |
| Don King: Only in America               | 3 | 2 |
| Miss Evers’ Boys                        | 3 | 1 |
| Die Abenteuer des Odysseus              | 3 | 0 |
| Akte X – Die unheimlichen Fälle des FBI | 3 | 0 |
| Im Sog der Gier                         | 3 | 0 |

### Beste Fernsehserie (Drama)
New York Cops – NYPD Blue 
- Homicide
- Law & Order
- Pretender
- Akte X – Die unheimlichen Fälle des FBI

### Beste Fernsehserie (Komödie/Musical)
Frasier 
- Drew Carey Show
- The Larry Sanders Show
- Verrückt nach dir
- Chaos City

### Beste Miniserie oder bester Fernsehfilm
Don King: Only in America 
- Die Abenteuer des Odysseus
- Breast Men
- Miss Evers’ Boys
- Im Sog der Gier
- Wallace

### Bester Darsteller in einer Serie (Drama)
Jimmy Smits – New York Cops – NYPD Blue 
- David Duchovny – Akte X – Die unheimlichen Fälle des FBI
- Dennis Franz – New York Cops – NYPD Blue
- Sam Waterston – Law & Order
- Michael T. Weiss – Pretender

### Beste Darstellerin in einer Serie (Drama)
Kate Mulgrew – Star Trek: Raumschiff Voyager 
- Gillian Anderson – Akte X – Die unheimlichen Fälle des FBI
- Kim Delaney – New York Cops – NYPD Blue
- Julianna Margulies – Emergency Room – Die Notaufnahme
- Ally Walker – Profiler

### Bester Darsteller in einer Serie (Komödie/Musical)
Kelsey Grammer – Frasier 
- Tim Allen – Hör mal, wer da hämmert
- Drew Carey – Drew Carey Show
- Michael J. Fox – Chaos City
- Garry Shandling – The Larry Sanders Show

### Beste Darstellerin in einer Serie (Komödie/Musical)
Tracey Ullman – Tracey Takes On... 
- Jane Curtin – Hinterm Mond gleich links
- Ellen DeGeneres – Ellen
- Helen Hunt – Verrückt nach dir
- Brooke Shields – Susan

### Bester Darsteller in einer Miniserie oder einem Fernsehfilm
Gary Sinise – Wallace 
- Armand Assante – Die Abenteuer des Odysseus
- Gabriel Byrne – Im Sog der Gier
- Sidney Poitier – Mandela und De Klerk – Zeitenwende
- Ving Rhames – Don King: Only in America

### Beste Darstellerin in einer Miniserie oder einem Fernsehfilm
Jennifer Beals – The Twilight of the Golds 

 Alfre Woodard – Miss Evers’ Boys 
- Glenn Close – In der Abenddämmerung
- Greta Scacchi – Die Abenteuer des Odysseus
- Meryl Streep – ...First Do No Harm

### Bester Nebendarsteller
Vondie Curtis-Hall – Don King: Only in America 
- Jason Alexander – Cinderella
- Joe Don Baker – Wallace
- Michael Caine – Mandela und De Klerk – Zeitenwende
- Ossie Davis – Miss Evers’ Boys

### Beste Nebendarstellerin
Ellen Barkin – Wie ein Vogel ohne Flügel 
- Louise Fletcher – Breast Men
- Bernadette Peters – Cinderella
- Mimi Rogers – Im Sog der Gier
- Mare Winningham – Wallace